# البرج (الرملة)
البرج هي قرية فلسطينية في قضاء الرملة. وقد أخليت من سكانها أثناء حرب الاعتداء الصهيوني على فلسطين في 15 يوليو 1948 في إطار المرحلة الثانية من عملية داني التي وقعت على بعد 14 كم من الرملة الشرقية. وقد دافع عن القرية الجيش الأردني ولكن تم تدميرها من قبل الصهاينة باستثناء منزل واحد.
في عام 1945 كان عدد سكان القرية 480. مدرسة ابتدائية للبنين كانت قد تأسست قبل عام من تشريد السكان.

## التاريخ
بنيت القرية على بقعة صخرية في أسافل السفوح الغربية لجبال رام الله على إرتفاع 325م، مشرفة على السهل الساحلي الأوسط. وكانت شبكة من الطرق الضيقة تربطها بطريق الرملة - رام الله العام، الذي كان يمر على مسافة قصيرة إلى الجنوب الشرقي من موقع القرية. كما تربطها بقرى بيت سيرا وصفّا وبرفيلية المجاورة. من الجائز أن تكون القرية سُمّيت البرج (وهو تعريب لكلمة بيرغوس- Pyrgos- اليونانية) إشارة إلى حصن أرنولد (Castle Arnold) الصليبي، الذي كان بني في الموقع منذ زمن قديم. وقد زار إدوارد روبنسون القرية في سنة 1838 وعندما شاهدها مؤلفو كتاب «مسح فلسطين الغربية»، في وقت لاحق من القرن التاسع عشر، كانت البرج قرية مبنية على رأس تل، وتحيط بها الحقول الواسعة من الجهات كلها. ورأوا بقايا الحصن الصليبي في الجوار. كانت البرج في الأصل على شكل نصف دائرة، لكنها تمددت في اتجاه الجنوب أيام الانتداب، وكان بعض منازلها مبنيًا بالطوب، وبعضها الآخر بالحجارة، أما سكانها فكانوا في معظمهم من المسلمين، وساهموا في إنشاء مدرسة ابتدائية أنجزت في سنة 1947، وكان عدد أول المسجلين فيها نحو 35 تلميذًا. كما كان ثمة خزان مياه قائم في الجهة الشرقية يمد سكانها بمياه الشرب، وكانت تربية المواشي والزراعة أهم موارد رزق سكانها، فكانوا يزرعون الحبوب والفاكهة والخضروات والزيتون. في 1944/ 1945، كان ما مجموعه 2631 دونمًا مخصصًا للحبوب، و6 دونمات مروية أو مستخدمة للبساتين.

### النكبة
كانت البرج ساحة معركة دارت بين قوات الاحتلال الإسرائيلي والجيش العربي الأردني في فترة الأيام العشرة بين هدنتي الحرب. فقد احتل الجيش الإسرائيلي القرية في 15 تموز/يوليو 1948، في المرحلة الثانية من عملية داني (راجع قرية أبو الفضل قضاء الرملة). واحتُلت قرى سلبيت وبرفيلية وبير معين في الوقت نفسه، بحسب نبأ لوكالة رويتر أوردته صحيفة نيويورك تايمز. وفي اليوم التالي، حاول الجيش العربي أن يسترد السيطرة على القرية بفصيلتين من المشاة ورتل مدرّع قوامه عشر مصفحات، بحسب ما جاء في كتاب «تاريخ حرب الاستقلال» الذي يقول: «اتجهت المصفحات نحو البرج، فتركها رجالنا تتقدم حتى بيوت القرية، وعندها فتحوا عليها نيرانًا مضادة للدروع، وبعد معركة استمرت أربع ساعات، انسحب العدو ساحبًا معه قتلى وجرحى، وتاركًا على أرض المعركة أربع مصفحات وعددًا من القتلى. وفي الوقت نفسه، أطلقت مدافع الهاون خاصتنا ورشاشاتنا الثقيلة نيرانها على قوات مشاة العدو، لكنه انسحب قبل أن نتمكن من استكمال تطويقه».
يقول المؤرخ الفلسطيني عارف العارف: "أنّ محاولة استرداد قرية البرج مكّنت الجيش العربي من صدّ تقدم القوات الإسرائيلية على هذا المحور، وقد تفاوت تقدير عدد الإصابات تفاوتَا كبيرًا". فبينما ذكر «تاريخ حرب الاستقلال» أنه قُتل 30 عربيًا وجُرح 50 آخرون، وأنّ 3 من اليهود قتلوا وجُرح 7 آخرون، قال عارف العارف" "أنّ 7 من العرب قتلوا، واعتبر 6 في عداد المفقودين والقتلى، وجُرح 3".

## القرية اليوم
لم يبق إلاّ منزل متداع على قمة التل. وينبت الصبّار والنباتات البرية في الموقع. وتستعمل المستعمرة المجاورة أراضي القرية للزراعة الدفيئة. تقع مستعمرة كفار روت الزراعية على أراضي القرية، إلى الشمال الشرقي من موقعها.